# Carl Flygare
Carl Johan Albin Flygare, född den 21 juni 1876 i Ingarö församling, Stockholms län, död den 8 december 1926 i Saltsjöbaden, var en svensk journalist.
Flygare var elev vid Örebro och Kristianstads läroverk från 1885 till dess att han avlade mogenhetsexamen 1894. Han blev student vid Lunds universitet sistnämnda år och vid Uppsala universitet 1897. Flygare avlade juridisk-filosofisk examen vid Lund universitet 1896 och kansliexamen vid Uppsala universitet 1903. Han var extra ordinarie amanuens i Kammarkollegium 1903. Flygare var medarbetare vid Svenska Telegrambyråns Stockholmsavdelning samma år och utrikesredaktör i Sydsvenska Dagbladet Snällposten 1904–1920, teater- och litteraturanmälare i samma tidning från 1906 samt Köpenhamnskorrespondent till Stockholms-, Göteborgs- och Malmötidningar 1920–1924, till Sydsvenska Dagbladet Snällposten 1924–1926. Han publicerade bidrag på vers och prosa i Ord och Bild, Varia, Scenisk konst, Thalia med flera tidskrifter, ibland under signaturerna Fl. eller Flax. 
Carl Flygare var son till Emil Flygare och Helmi von Schoultz. Han gifte sig 1905 med Ebba Nordholm, dotter till fabriksägare Anders Nordholm och Eline Grundfør samt syster till Hakon Wigert-Lundströms hustru.  Makarna blev föräldrar till Calle Flygare. Flygare vilar i en familjegrav på Norra begravningsplatsen utanför Stockholm.